# Экономические законы
Экономи́ческие зако́ны — устойчивые, существенные причинно-следственные, повторяющиеся взаимосвязи между экономическими явлениями и процессами. 

## Определение
Согласно БСЭ экономические законы — это необходимые, устойчивые, повторяющиеся, причинно-обусловленные связи и взаимозависимости экономических явлений в процессе производства, распределения и обмена материальных благ и услуг.

## Структура
Экономические законы различаются по своему содержанию и по продолжительности действия:
- общие (для всех общественно-экономических формаций, проявляются в разных формах и различными экономическими последствиями):
  - закон роста производительности труда;
  - закон экономии времени;
  - закон стоимости;
  - закон денежного обращения;
  - закон спроса и предложения;
  - и другие.
- специфические (для определённого способа производства):
  - закон тенденции падения нормы прибыли;
  - закон распределения по труду;
  - и другие.